# 5458 Aizman
5458 Aizman eller 1980 TB12 är en asteroid i huvudbältet som upptäcktes den 10 oktober 1980 av den rysk-sovjetiske astronomen Nikolaj Tjernych vid Krims astrofysiska observatorium på Krim. Den har fått sitt namn efter Mikhail Iosifovitj Ajzman.
Asteroiden har en diameter på ungefär 18 kilometer.